# Абделкадер Бен Буали
Абделкадер Бен Буали (Сенџас, 25. октобар 1912 - Алжир, 23. фебруар 1997) био је професионални француски фудбалер, први северноафричког порекла који је играо у националном тиму.